# Mystrium mysticum
Mystrium mysticum is een mierensoort uit de onderfamilie van de Amblyoponinae. De wetenschappelijke naam van de soort is voor het eerst geldig gepubliceerd in 1862 door Roger.